# Gemeindeverwaltungsverband Kleiner Odenwald
Im Gemeindeverwaltungsverband Kleiner Odenwald im baden-württembergischen Neckar-Odenwald-Kreis haben sich drei Gemeinden zur Erledigung ihrer Verwaltungsgeschäfte zusammengeschlossen. Der Sitz des Gemeindeverwaltungsverbands ist Aglasterhausen.

## Mitgliedsgemeinden
Mitglieder dieser Körperschaft des öffentlichen Rechts sind:
- Gemeinde Aglasterhausen, 4871 Einwohner, 22,84 km²
- Gemeinde Neunkirchen, 1858 Einwohner, 15,92 km²
- Gemeinde Schwarzach, 2959 Einwohner, 8,36 km²

## Struktur und Aufgaben
Der Gemeindeverwaltungsverband übernimmt für die Gemeinden zahlreiche Aufgaben, entweder in deren Namen für die Mitgliedsgemeinden oder in eigener Zuständigkeit anstelle der Mitgliedsgemeinden.